# Opus magnum

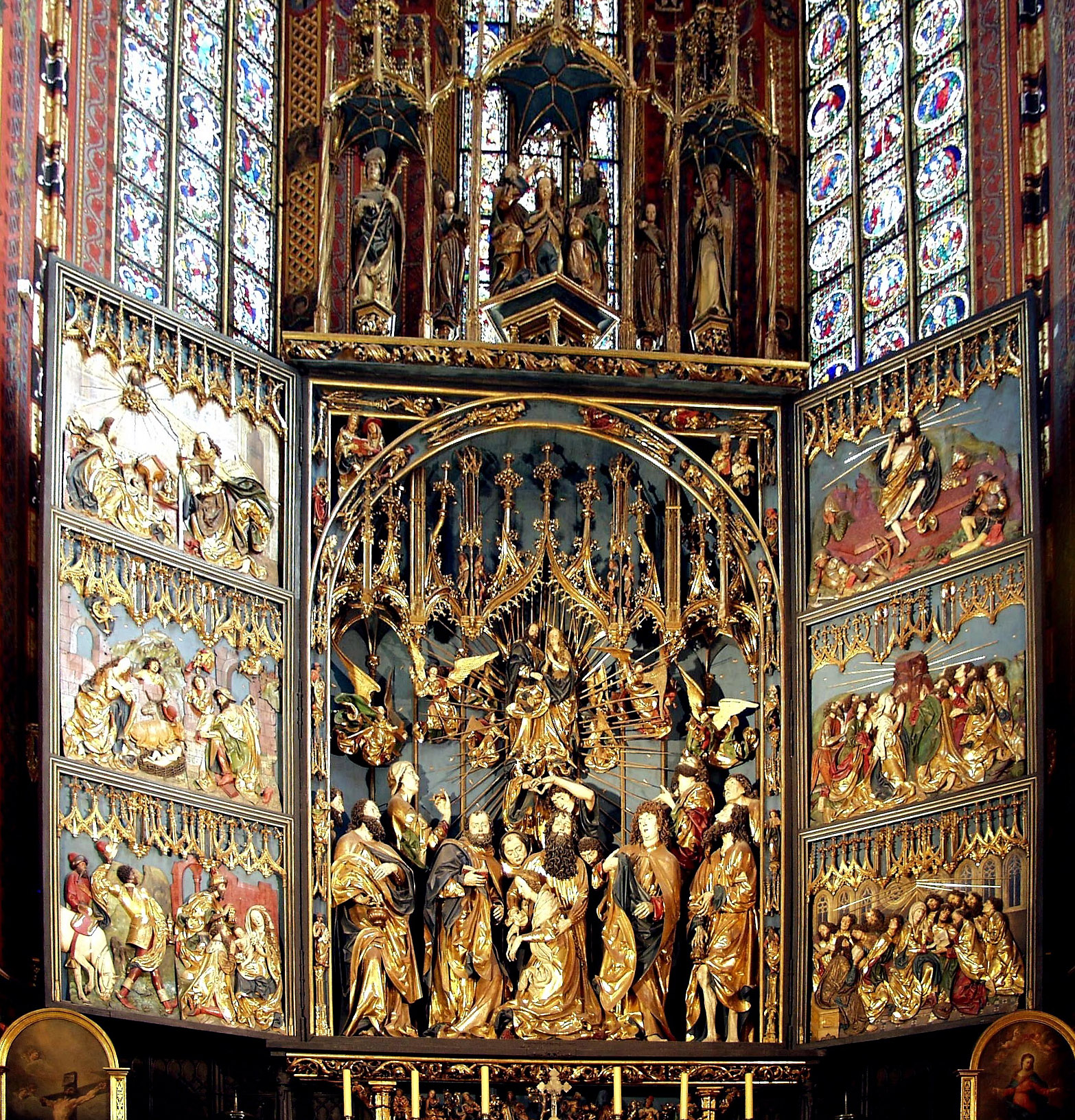
Ołtarz Wita Stwosza w Krakowie – opus magnum artysty

Opus magnum, magnum opus (łac. „wielkie dzieło”) , także w wariancie opus vitae  („dzieło życia”) – wybitne dzieło artystyczne lub literackie, uznawane za główne i najważniejsze w dorobku danego twórcy. W alchemii określenie opus magnum oznaczało osiągnięcie polegające na poznaniu tajemnicy przemiany metali nieszlachetnych w złoto .